# 27 ianuarie
ianuarie • februarie • martie  • aprilie  • mai  • iunie  • iulie  • august  • septembrie  • octombrie  • noiembrie  • decembrie
27 ianuarie este a 27-a zi a calendarului gregorian. Mai sunt 338 de zile până la sfârșitul anului (339 de zile în anii bisecți).

## Evenimente

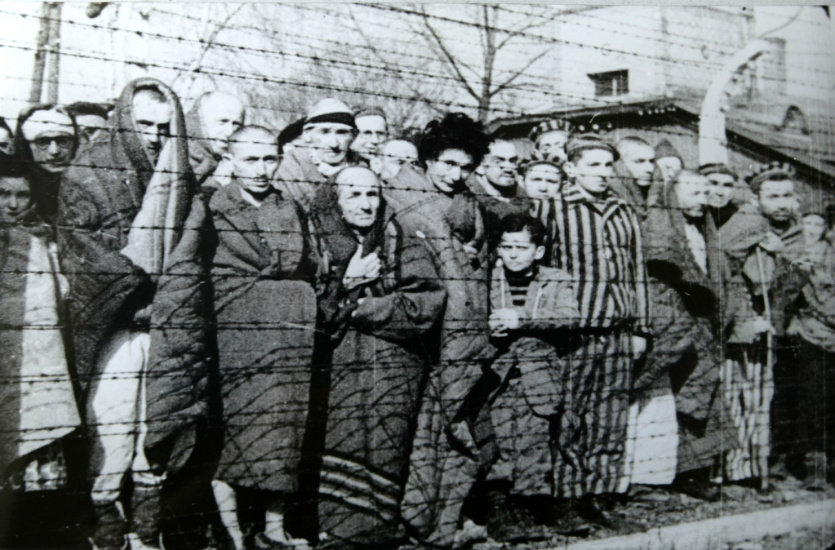
1945: Eliberarea de către forțele sovietice a lagărului de exterminare de la Auschwitz din Polonia.

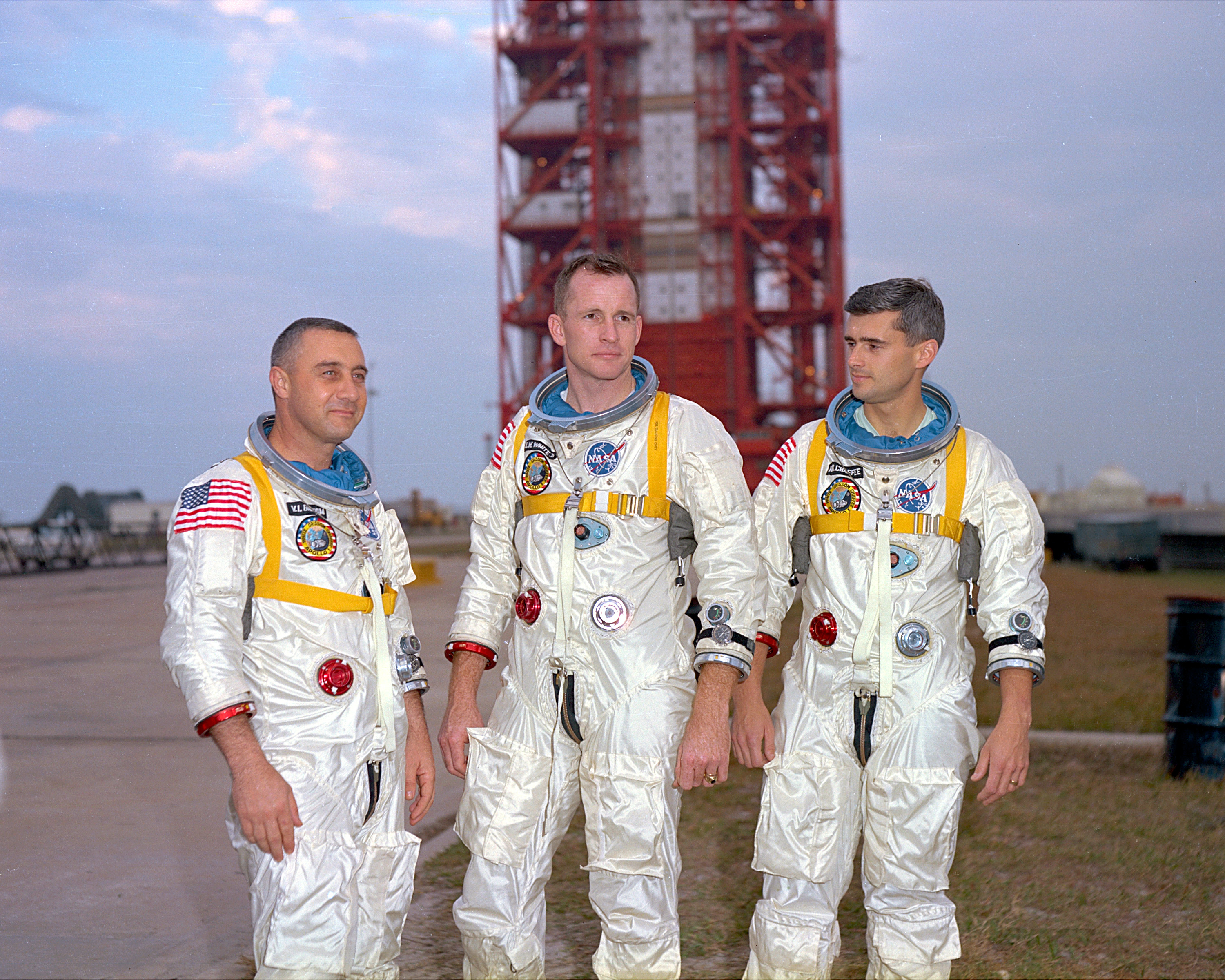
1967: Astronauții americani, Gus Grissom, Ed White și Roger Chaffee, au murit în incendiu în timpul testelor Apollo 1.

- 0098: După moartea lui Nerva pe tronul Imperiului Roman a urcat Marcus Ulpius Traianus (98 - 117). În timpul domniei lui, Imperiul Roman a căpătat cea mai mare extindere teritorială. În 106 intră în componența sa și Dacia.
- 1302: Dante Alighieri este exilat din Florența.
- 1343: Papa Clement al VI-lea emite bula papală Unigenitus  pentru a justifica puterea papei și utilizarea indulgențelor. Aproape 200 de ani mai târziu, Martin Luther avea să protesteze împotriva acestui lucru.
- 1695: Mustafa al II-lea devine sultan al Imperiului Otoman, după moartea lui Ahmed al II-lea. El va abdica în 1703.
- 1785: Abraham Baldwin a fondat Universitatea din Georgia, prima universitate publică din Statele Unite.
- 1820: O expediție rusă condusă de Fabian Gottlieb von Bellingshausen și Mihail Lazarev descoperă continentul Antarctica, apropiindu-se de coasta Antarcticii.
- 1855: Conducerea Școlii ostășești din București solicită Eforiei școalelor publicarea lucrării lui Nicolae Bălcescu "Puterea armată și artă militară la români". Lucrarea era folosită pentru predarea cursului de istorie militară.
- 1880: Lui Thomas Edison i-a fost acordat brevetul de invenție pentru sursa sa de iluminare incandescentă.[1]
- 1888: La Washington, D.C. este fondată "National Geographic Society".
- 1903: A fost fondată Confederația patronală UGIR (Uniunea Generală a Industriașilor din România)- actual UGIR-1903.
- 1926: Inginerul englez John Logie Baird (1888-1946) a experimentat într-un studio din Londra primele transmisiuni televizate.
- 1915: Marina Statelor Unite ocupă Hahiti.
- 1941: Au început, la Washington, D.C., consfătuiri secrete între Statele-Majore englez și american (pâna la 29 martie 1941); au fost adoptate principiile fundamentale ale strategiei războiului împotriva puterilor “Axei” (planul “ABC1”).
- 1944: Lichidarea definitivă a blocadei Leningradului, începuta la 8 septembrie 1941.
- 1945: Eliberarea de către forțele sovietice a lagărului de exterminare de la Auschwitz din Polonia.
- 1967: Trei astronauți americani, Gus Grissom, Ed White și Roger Chaffee, au murit, fiind carbonizați în incendiul izbucnit la bordul navetei spațiale „Apollo 1”, în timpul simulării unei lansări a acesteia de la Cape Canaveral, Statele Unite ale Americii.
- 1967: Semnarea de către URSS, SUA și Marea Britanie a Tratatului privind utilizarea pașnică a spațiului cosmic pentru urmatorii 60 de ani (intrat în vigoare la 10 octombrie).
- 1973: La Paris, a fost semnat acordul de pace care a dus la încheierea Războiului din Vietnam.
- 1987: Mongolia a stabilit relatii diplomatice cu SUA.
- 1987: Republica Malta s-a declarat stat neutru, conform prevederilor Constitutiei.
- 1988: Inaugurarea Bibliotecii Române din Paris.
- 1990: A început procesul celor patru demnitari ai regimului comunist: Ion Dincă, Tudor Postelnicu, Emil Bobu și Manea Mănescu; la 2 februarie au fost condamnați la închisoare pe viață. După scurt timp, au fost puși în libertate.
- 1992: A fost semnat Tratatul de prietenie, colaborare și bună vecinatate cu Bulgaria.
- 2013: Două sute patruzeci și două de persoane mor într-un incendiu al clubului de noapte din orașul brazilian Santa Maria, Rio Grande do Sul.

## Nașteri
- 1546: Joachim al III-lea Frederic, Elector de Brandenburg (d. 1608)
- 1615: Nicolas Fouquet, om de stat francez, ministru de finanțe (d. 1680)
- 1679: Karl al III-lea Wilhelm, Margraf de Baden-Durlach (d. 1738)
- 1708: Marea Ducesă Anna Petrovna a Rusiei (d. 1728)
- 1756: Wolfgang Amadeus Mozart, compozitor austriac (d. 1791)
- 1775: Friedrich von Schelling, filozof german (d. 1854)
- 1805: Maria Anna de Bavaria, regină consort a Saxoniei (d. 1877)
- 1805: Sofia de Bavaria, Arhiducesă de Austria, mama împăratului Franz Joseph al Austriei (d. 1872)
- 1826: Mihail Saltîkov-Șcedrin, scriitor rus (d. 1889)
- 1832: Lewis Carroll (Charles Lutwidge Dodgson), scriitor, matematician englez (d. 1898)
- 1836: Leopold von Sacher-Masoch, scriitor austriac (d. 1895)

|                                              |
| Wolfgang Amadeus Mozart, compozitor austriac |

|                                          |
| Împăratul Wilhelm al II-lea al Germaniei |

|                                                                   |
| Constantin Prezan, mareșal român, erou al Primului Război Mondial |

- 1841: Alexandru Candiano-Popescu, avocat, ziarist și general român (d. 1901)
- 1859: Wilhelm al II-lea, împărat al Germaniei, rege al Prusiei (d. 1941)
- 1861: Constantin Prezan, mareșal român, membru de onoare al Academiei Române, erou al Primului Război Mondial (d. 1943)
- 1863: Léon Frapié, scriitor francez și câștigătorul Premiului Goncourt în 1904 (d. 1949)
- 1891: Ilya Ehrenburg, scriitor și publicist rus (d. 1967)
- 1899: Béla Guttmann, fotbalist și antrenor de fotbal maghiar de origine iudaică (d. 1981)
- 1902: Ilie G. Murgulescu chimist român, președinte al Academiei Române (1963 - 1966) (d. 1991)
- 1925: Liviu Ionesi, geolog român, membru al Academiei Române (d. 2006)
- 1929: Mohamed Al-Fayed, om de afaceri egiptean (d. 2023)
- 1935: Vasile Grigore, pictor român (d. 2012)
- 1936: Florin Piersic, actor român de teatru și film
- 1936: Samuel Ting, fizician american
- 1942: Alexandru Mironov, scriitor și politician român
- 1942: Valentin Samungi, handbalist român (d. 2024)
- 1944: Nick Mason, baterist englez (Pink Floyd)
- 1948: Valeri Brainin, poet, muzicolog, pedagog de muzică și compozitor rus-german
- 1948: Aurel Vlădoiu, politician român
- 1957: Janick Gers, chitarist britanic (Iron Maiden și White Spirit)
- 1964: Carmen Rădulescu, interpretă română de muzică ușoară
- 1974: Andrei Pavel, jucător român de tenis
- 1975: Narcisa Suciu, interpretă, textieră si compozitoare română
- 1978: Cătălin Măruță, realizator TV român
- 1979: Rosamund Pike, actriță engleză
- 1980: Marat Safin, jucător rus de tenis
- 1990: Mihai Onicaș, fotbalist român
- 2005: Alexandru Burcea fotbalist român

## Decese

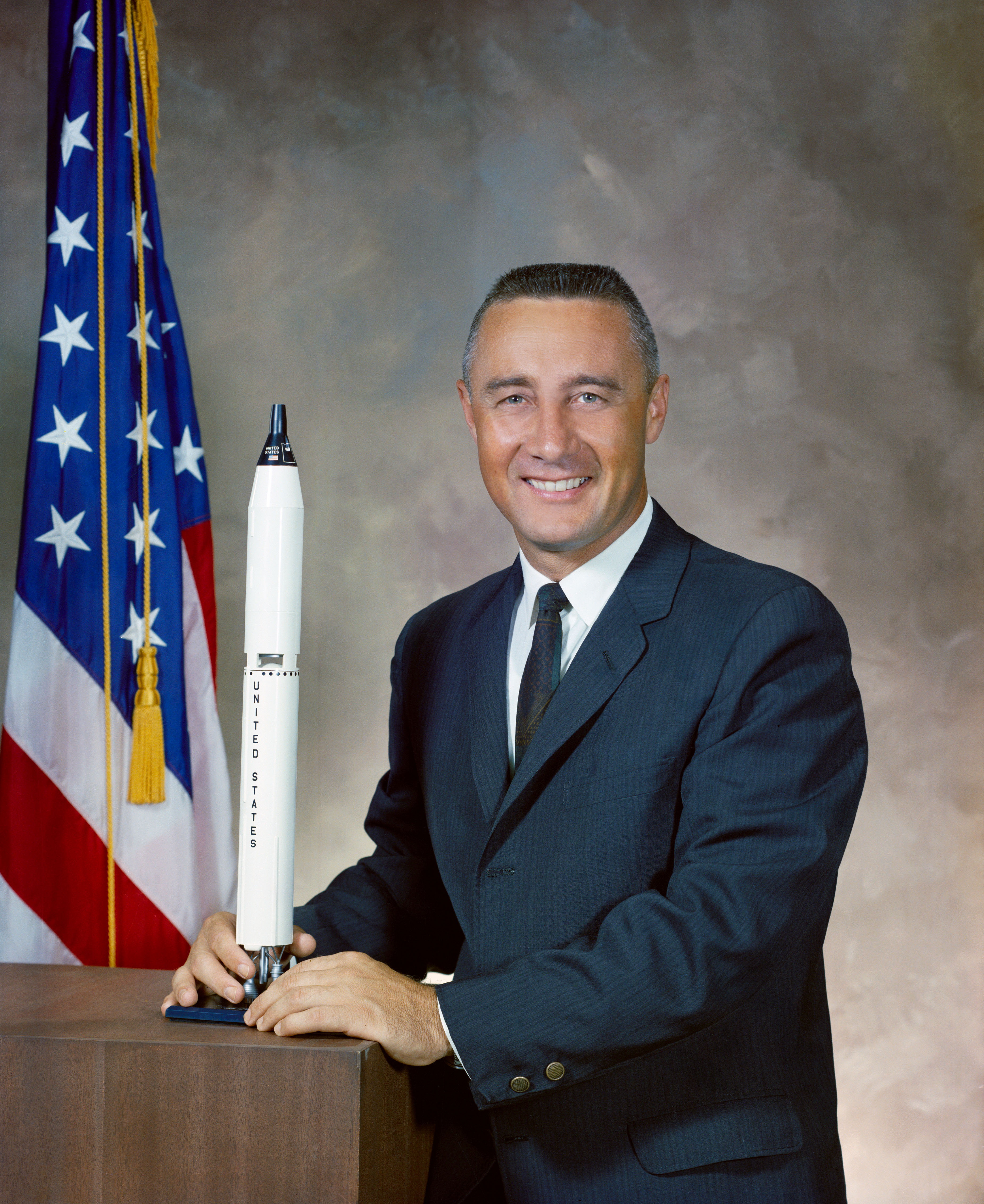
Gus Grissom, astronaut american (Apollo 1)
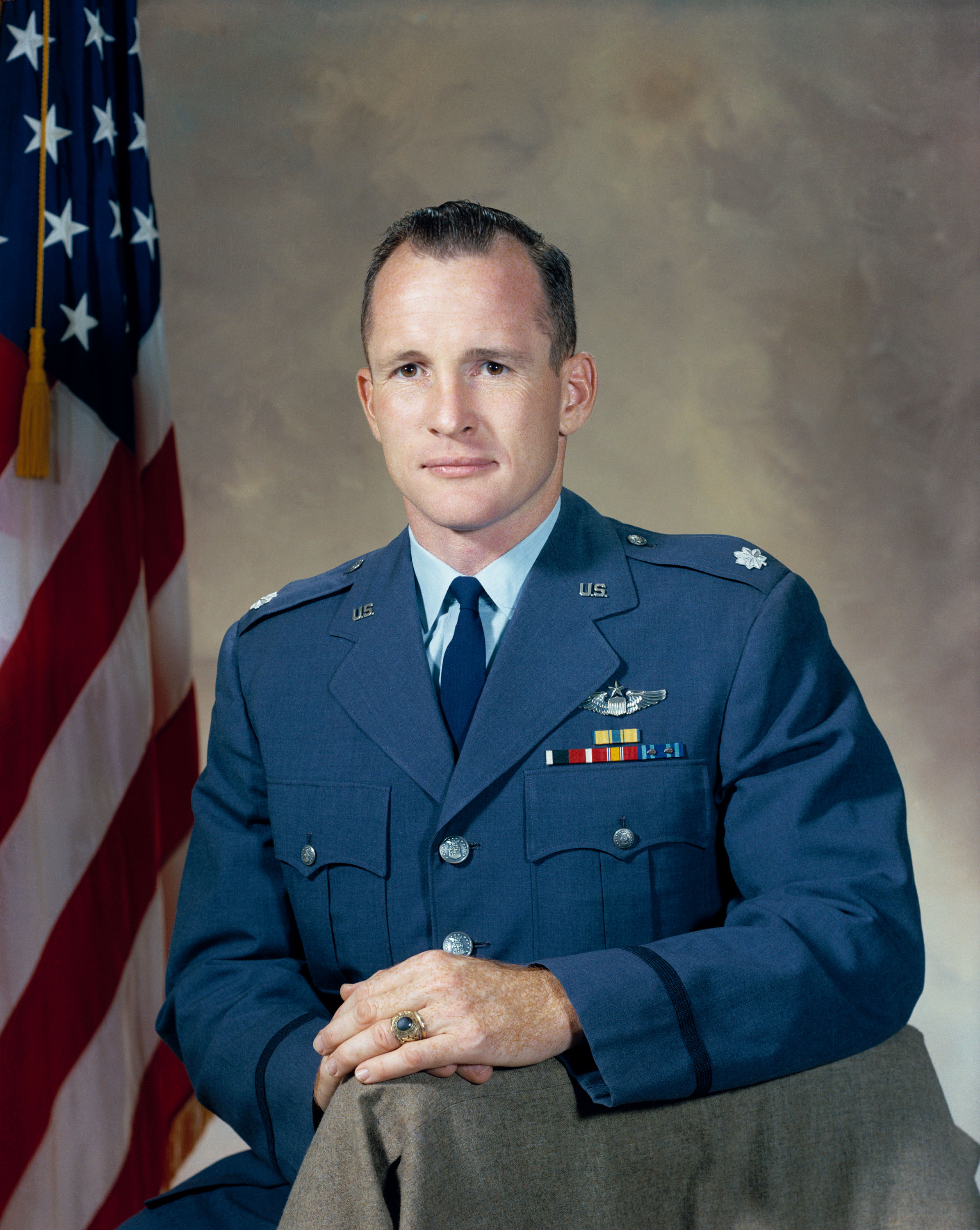
Edward Higgins White, astronaut american (Apollo 1)
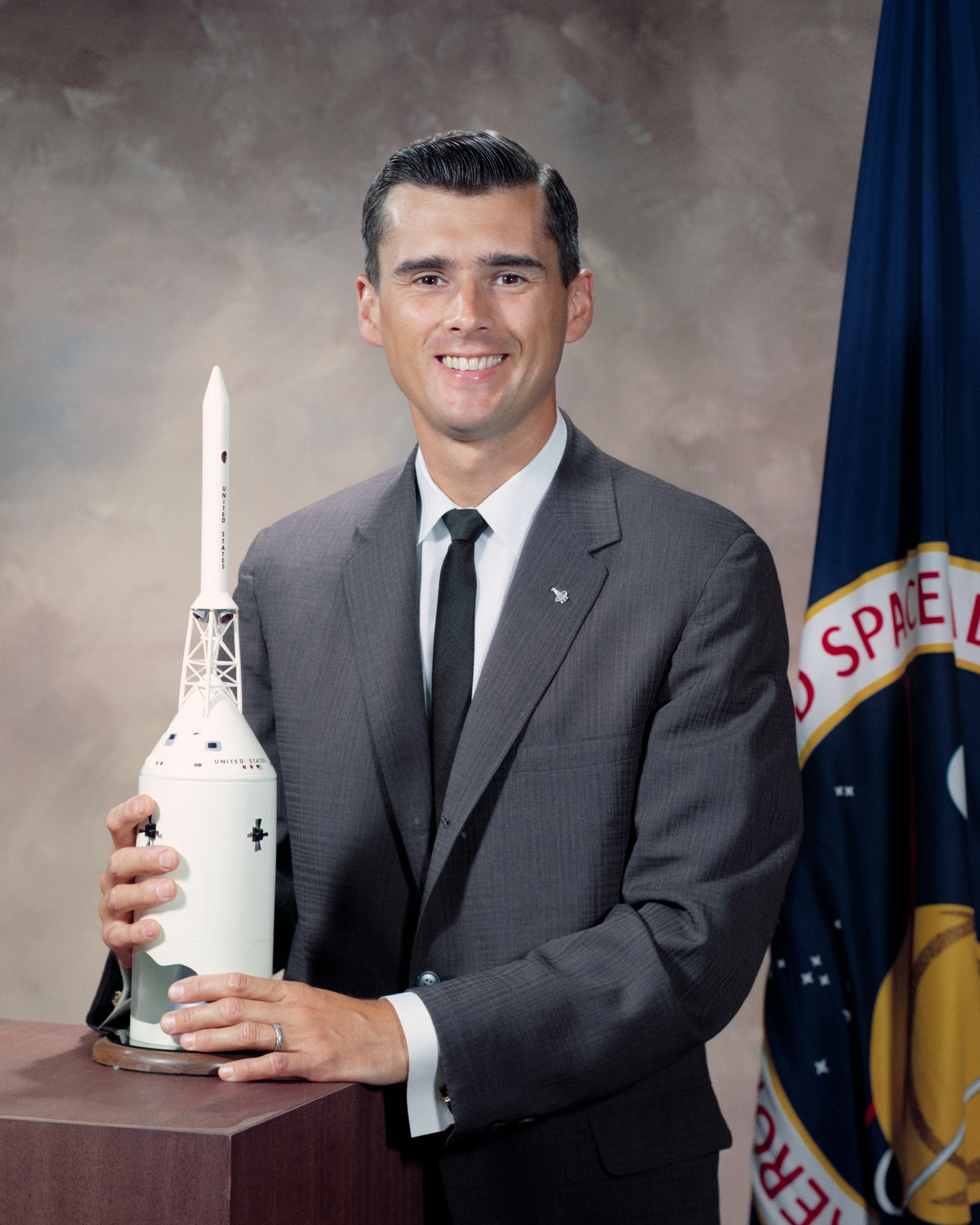
Roger Chaffee, astronaut american (Apollo 1)

- 0098: Nerva, împărat roman (n. 30)
- 1595: Sir Francis Drake, explorator englez (n. cca. 1540)
- 1740: Louis Henri, Duce de Bourbon, prim-ministru al Franței (n. 1692)
- 1785: Grigore Maior, episcop român unit (n. 1715)
- 1814: Johann Gottlieb Fichte, filosof german (n. 1761)
- 1844: Prințesa Cecilia a Suediei, Mare Ducesă de Oldenburg (n. 1807)
- 1860: János Bolyai, matematician și violonist maghiar (n. 1802)
- 1901: Giuseppe Verdi, compozitor italian (n. 1813)
- 1914: Mogens Ballin, pictor danez (n. 1871)
- 1919: Endre Ady, poet revoluționar maghiar (n. 1877)
- 1967: Gus Grissom, astronaut, pilot de încercare și inginer mecanic american (Apollo 1), (n. 1926)
- 1967: Ed White, astronaut, pilot de încercare și inginer aeronautic american (Apollo 1), (n. 1930)
- 1967: Roger Chaffee, astronaut, ofițer naval, aviator, pilot de încercare și inginer aeronautic american (Apollo 1), (n. 1935)
- 1967: Ion Buzdugan, poet, folclorist și publicist român (n. 1887)
- 1971: Prințesa Adelaide de Schaumburg-Lippe, soția ultimului Duce de Saxa-Altenburg (n. 1875)
- 1972: Mahalia Jackson, cântăreață americană de jazz (n. 1911)
- 1982: Alexander Abusch, scriitor și funcționar comunist german (n. 1902)

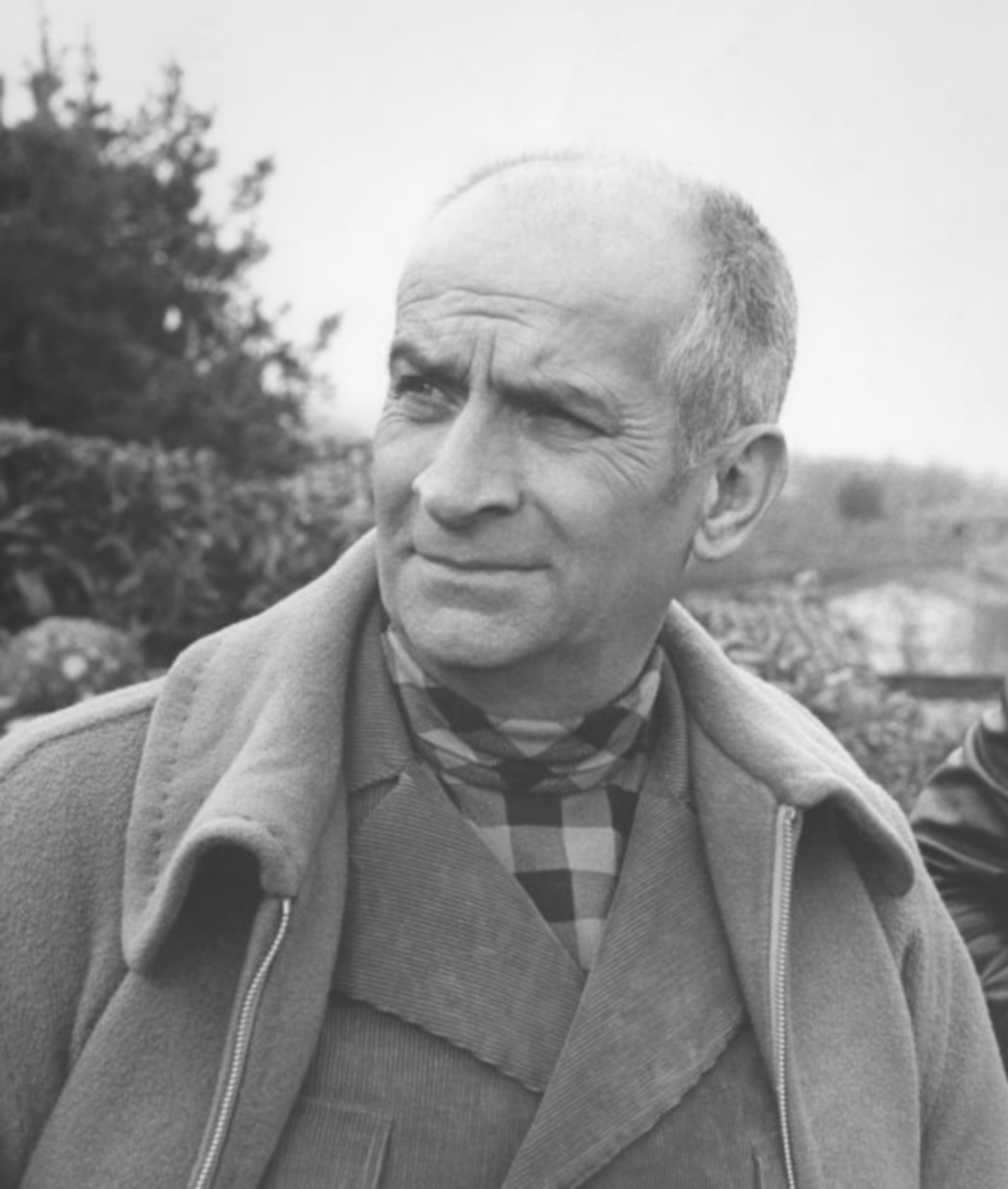
Louis de Funès, actor francez
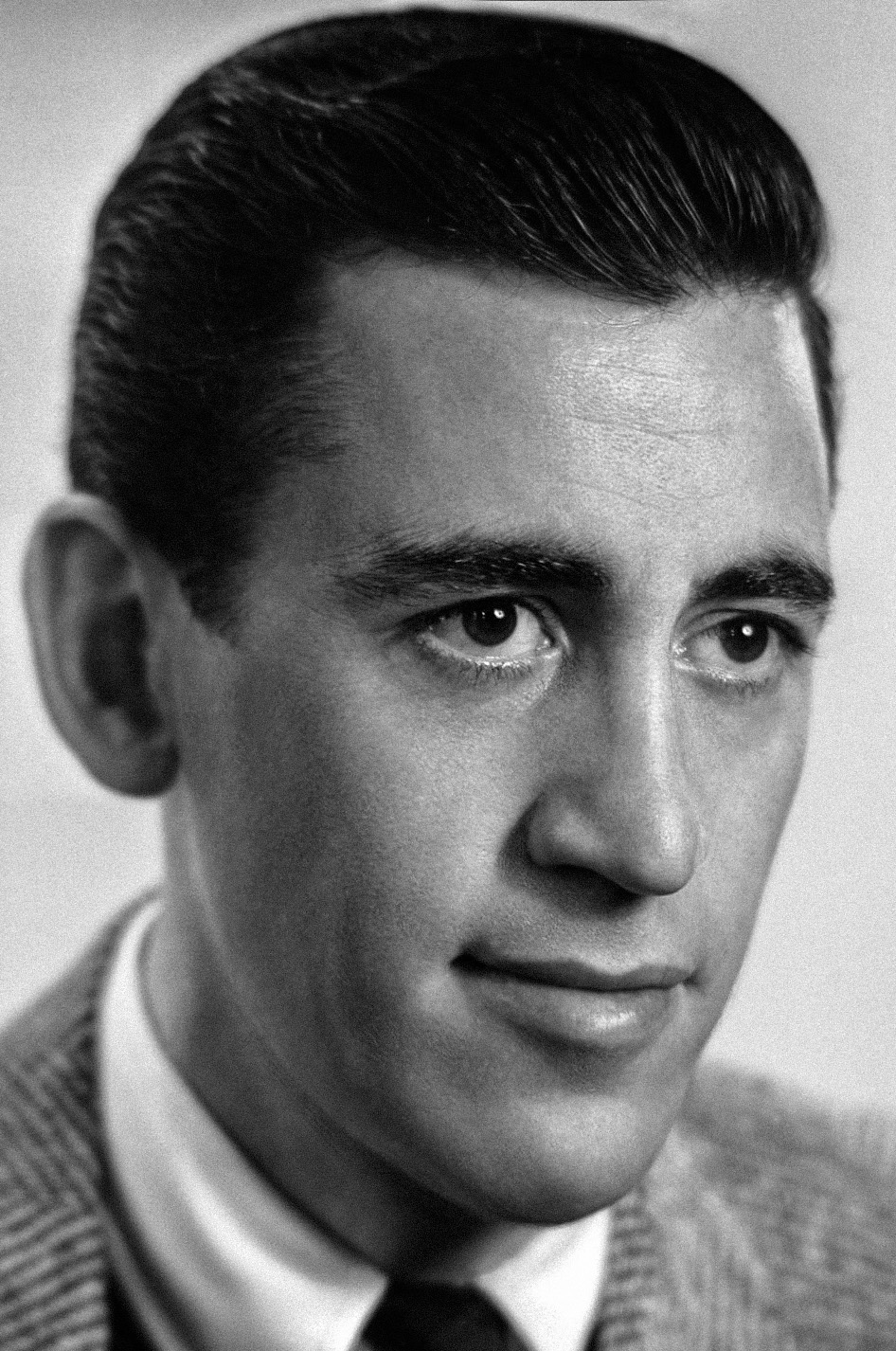
Jerome David Salinger, scriitor american
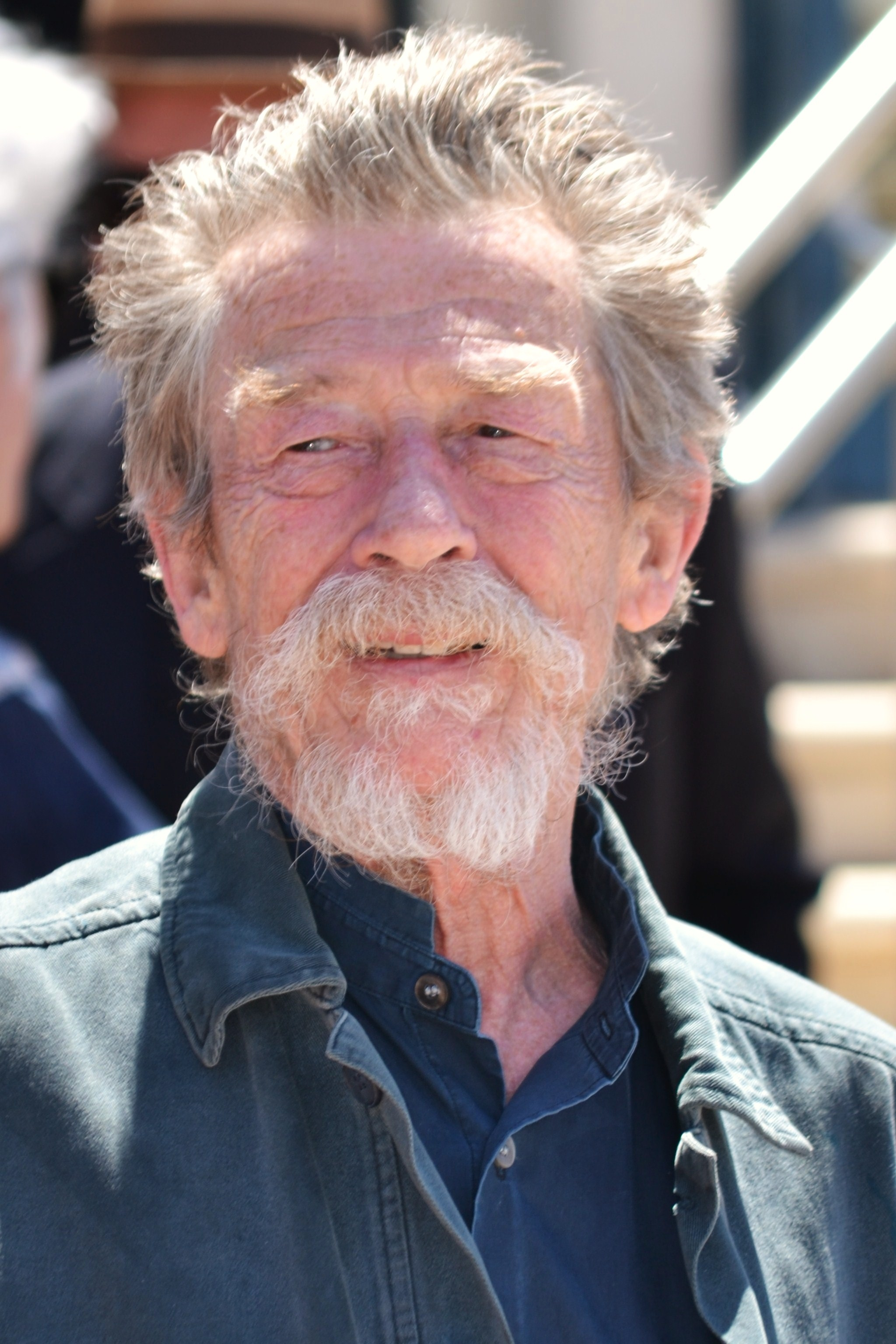
John Hurt, actor britanic

- 1983: Louis de Funès, actor francez de teatru și film (n. 1914)
- 1985: Ioan Massoff, teatrolog și prozator român (n. 1904)
- 2000: Aurel Grigoraș, dirijor român (n. 1932)
- 2001: Marie-José a Belgiei, soția regelui Umberto al II-lea al Italiei (n. 1906)
- 2007: Henry Valen, politolog norvegian (n. 1924)
- 2008: Suharto, președinte al Indoneziei (n. 1921)
- 2009: John Updike, eseist, critic literar, scriitor și poet american (n. 1932)
- 2010: Jerome David Salinger, scriitor american (n. 1919)
- 2015: Charles Hard Townes, fizician american, laureat al Premiului Nobel (n. 1915)
- 2017: Magda Ádám, istoric, filolog și scriitoare maghiară (n. 1925)
- 2017: John Hurt, actor britanic (n. 1940)
- 2017: Emmanuelle Riva, actriță franceză  (n. 1927)
- 2021: Adrián Campos, pilot spaniol de Formula 1 (n. 1960)
- 2025: Iusein Ibram, politician român de etnie turcă, reprezentant al acestei minorități în Parlamentul României (n. 1953)

## Sărbători
- Ziua Internațională de Comemorare a Victimelor Holocaustului
- În calendarul romano-catolic: Sf. Angela Merici, fondatoarea ursulinelor (d. 1540)